# Georg Müller (Komponist)
Georg Gustav Müller (* 1803 in Ravelsbach; † 1863 in Linz) war ein österreichischer Kirchenmusiker und Komponist.
Die biographischen Angaben über Müller sind lückenhaft. Über seine Ausbildung ist nichts bekannt. Vor 1832 wirkte er als Militärkapellmeister. Nach einer kurzen Episode als Domkapellmeister in Großwardein wurde er 1833 Organist und Kantor der katholischen Pfarrkirche in Orawitz. Von 1840 bis 1850 wirkte er in gleicher Funktion an der St.-Anna-Kirche in Weisskirchen. Hier wurde 1841 sein Sohn Eduard Gustav Müller geboren, der später Theaterkapellmeister in Altenburg wurde. Von 1850 bis zu seinem Tod lebte er als Musiklehrer in Linz. Dort bewarb er sich 1856 um die Stelle als Organist der Domkirche, die aber sein Mitbewerber Anton Bruckner erhielt.
Bislang sind fünf Kompositionen Müllers bekannt geworden: zwei Tantum ergo für Gesangsstimmen und Orchester, das Offertorium Regina coeli, das Fronleichnamsoffertorium Jesus nostra redemptio sowie das Duett Tu es spes für Sopran, Bass, Chor, Kammerensemble und Orgel. Letzteres wurde beim Konzert 300 Jahre Kirchenmusik der Donauschwaben 2012 in München aufgeführt.

## Quelle
- Edition Musik Südost - Georg Müller

| Personendaten    | Personendaten                                 |
| ---------------- | --------------------------------------------- |
| NAME             | Müller, Georg                                 |
| ALTERNATIVNAMEN  | Müller, Georg Gustav (vollständiger Name)     |
| KURZBESCHREIBUNG | österreichischer Kirchenmusiker und Komponist |
| GEBURTSDATUM     | 1803                                          |
| GEBURTSORT       | Ravelsbach                                    |
| STERBEDATUM      | 1863                                          |
| STERBEORT        | Linz                                          |